# Механика твёрдого деформируемого тела
Механика (деформируемого) твёрдого тела (МДТТ или МТДТ) — естественная наука, часть механики сплошных сред, изучающая изменение формы твёрдых тел при внешних и внутренних воздействиях и движении. Следует отличать эту науку от физики твёрдого тела, которая изучает внутреннюю структуру твёрдых тел и новые материалы, и от кинематики абсолютно твёрдого тела.
Существует специальность «Механика деформируемого твёрдого тела» (шифр специальности — 01.02.04), признанная ВАК РФ в качестве раздела наук для защиты диссертаций.
Относительная позиция любых точек деформируемого твёрдого тела может изменяться. Такое тело обладает  внутренними степенями свободы (в дополнение к поступательным и вращательным), которые обычно называют колебательными степенями свободы. Деформируемое тело без диссипационных степеней свободы называется абсолютно упругим телом; если же имеется диссипация, то тело называется неупругим.
Уравнения движения деформируемого тела намного более сложны чем для абсолютно твёрдого тела, так как необходима дополнительные координаты для учёта деформации тела. Теория малых смещений часто используется инженерами и физиками для решения проблем теории упругости, в которые вовлечена деформация. Это позволяет упростить проблему и облегчить её решение. Эти аппроксимации (приближения) позволяют методике очень сильно приблизиться к реальности, однако только до тех пор, пока деформации незначительные. Если необходимо описать большие смещения, часто используют метод конечных элементов. Деформации обычно характеризуются тензором деформации.

## Тензор деформации
Тензор деформации характеризует сжатие (растяжение) и изменение формы в каждой точке тела при деформации:
{\displaystyle \varepsilon _{ij}={\frac {1}{2}}\left({\frac {\partial u_{i}}{\partial x_{j}}}+{\frac {\partial u_{j}}{\partial x_{i}}}+\sum \limits _{l}{\frac {\partial u_{l}}{\partial x_{i}}}{\frac {\partial u_{l}}{\partial x_{j}}}\right)},
где {\displaystyle \mathbf {u} } — вектор, описывающий смещение точки тела: его координаты — разность между координатами близких точек после ({\displaystyle dx_{i}^{\prime }}) и до ({\displaystyle dx_{i}}) деформации. Дифференцирование производится по координатам в отсчётной конфигурации (до деформирования). Расстояния до и после деформации связаны через {\displaystyle \varepsilon _{ij}}:
{\displaystyle dl^{\prime 2}=dl^{2}+2\varepsilon _{ij}\,dx_{i}\,dx_{j}}
(по повторяющимся индексам ведётся суммирование).
По определению тензор деформации симметричен, то есть {\displaystyle \varepsilon _{ij}=\varepsilon _{ji}}.

## Ссылка
- Подборка литературы по механике твёрдого деформируемого тела